# هاتي أوفيليا وايات كاراوي

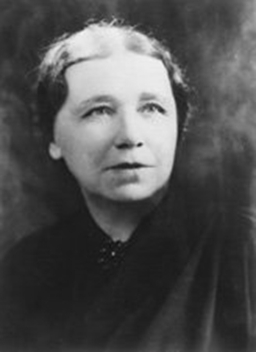
هاتي كاراوي

تعد هاتي أوفيليا وايات كاراوي (بالإنجليزية: Hattie Caraway) أول امرأة تنتخب لعضوية مجلس الشيوخ الأمريكي وتنتمي كاراوي إلى الحزب الديمقراطي الأمريكي ولدت هاتي أوفيليا وايات كاراوي في 1 شباط/فبراير من سنة 1878 في ولاية تينيسي الأمريكية. في سنة 1902 تزوجت بالمحامي ثاديوس كارواي وانتقلا إلى ولاية اركنسو انتخب زوجها ثاجيوس كارواي لعضوية الكونغرس الأميركي في العام 1912 ولعضوية مجلس الشيوخ العام 1920. وبعد وفاته بصورة مفاجئة في العام 1931 عين حاكم ولاية أركنساس الأمريكية هارفي بارنيل هاتي كاراوي لمقعد زوجها الراحل وقد فازت في الانتخابات التي جرت في 12 كانون الثاني / يناير من سنة 1932 وشغلت هاتي أوفيليا وايات كاراوي هذا المنصب إلى سنة 1945 وقبل أنتخاب هاتي كاراواي، خدمت امرأة واحدة فقط هي ربيكا لاتيمر فيلتون، بتعيين مجاملة ليوم واحد فقط، أيضا نتيجة وفاة عضو في مجلس الشيوخ توفيت هاتي أوفيليا وايات كاراوي في 21 ديسمبر-كانون الأول من سنة 1950 في ولاية فيرجينا الأمريكية.